# اكستاسي ريتا جو
اكستاسي ريتا جو (بالإنجليزية: The Ecstasy of Rita Joe)‏ هي مسرحية كتبها جورج ريجا. المسرحية تتكون من مقطعين (مشهدين)، عرضت لأول مرة في مسرح فانكوفر في 23 نوفمبر 1967. وكانت من إخراج جورج بلومفيلد. وللمسرحية مكانة هامة في تاريخ المسرح الكندي الحديث، لأنها كانت واحدة من أوائل المسرحيات التي تناولت القضايا المتعلقة بسكان كندا الأصليون. وهي تروي قصة امرأة شابة من السكان الأصليين في المدينة.
افتتحت المسرحية مسرح استوديو المركز الوطني للفنون في عام 1969. وعرضت كعرض باليه من قبل باليه وينيبيغ الملكي في عام 1971. ثم تم إحياء المسرحية من قبل مشاريع ألبرتا المسرحية في عام 1976. وترجمها غراتين جيليناس وقدمها إلى اللجنة الكندية. أنتجت أيضا في العاصمة واشنطن في مايو 1973، حيث تقمص دان جورج وفرانسيس هايلاند الأدوار الرئيسية.

## الأهمية
هيكل المسرحية سينظر إليه البعض على أنه أخرق في بعض الأحيان، في حين أن البعض الآخر قد يقدر ما أصبح عليه بعد الحداثة من خلل في الأحداث.

القصة، تروى في نسق الأغاني والمونتاج والتلحين. في حين أن أسباب معاناة السكان الأصليين لا تظهر بشكل حاد أو واضح، فمن الواضح أن عنف ثقافة البيض يكمن به جذور المشكلة. واعتبرت الموسوعة المسرحية الكندية، التي تطلق على المسرحية «جذرية في تاريخ المسرح الكندي»، أنها أكثر أهمية تاريخيا من كونها ذات قيمة في حد ذاتها:
إنه ليس رائعا على ما هو عليه بقدر ما هو رائع لما يعد به وما يقدمه للفريق الإبداعي الخيالي... ومضات من التألق الدرامي وأيضا الجانب التاريخي من توقيت العمل؛ وكان هذا واحدا من الأعمال الأولى حول الكنديين الأصليين التي عرضت على خشبة المسرح وتؤخذ على محمل الجد.

## الممثلين والطاقم
كلف فريق إنتاج فانكوفر بتنفيذ العمل، وكان من طاقم التمثيل فرانسيس هايلاند، أوجست شلينبرج، الزعيم دان جورج، هنري رامر، والتر مارش، روبرت كلوتشاير، باتريشيا غيج، راي براون، كلودين ميلغريف، بيل كلاركسون، ميرف كامبون، أليكس بروهانسكي، جاك ليف جاك بوتري، ليونارد جورج، روبرت هال، فرانك لويس، بول ستانلي، فيلي دان وآن مورتيفي. وتم تصميم الديكور والإضاءة من قبل تشارلز إيفانز، وتصميم الأزياء من قبل مارغريت رايان.